# Ankara Spor Salonu
Ankara Spor Salonu (dawniej Ankara Arena) – hala widowiskowo-sportowa w Ankarze, stolicy Turcji. Została wybudowana w latach 2009–2010 i otwarta w czerwcu 2010 roku. Może pomieścić 10 400 widzów. Swoje spotkania rozgrywają na niej koszykarze klubów Hacettepe Üniversitesi SK, Türk Telekom GSK i TED Ankara Kolejliler SK.
Obiekt był m.in. jedną z aren mistrzostw świata w koszykówce w 2010 roku, mistrzostw świata kadetek w siatkówce w 2011 roku, mistrzostw Europy U-20 w piłce ręcznej w 2012 roku, mistrzostw świata w koszykówce kobiet w 2014 roku, mistrzostw świata U-23 w siatkówce kobiet w 2015 roku i mistrzostw Europy w siatkówce kobiet w 2019 roku. Ponadto hala gości również inne wydarzenia, jak np. koncerty.